# Те-Нуаяло
Те-Нуаяло (фр. Theix-Noyalo) — муніципалітет у Франції, у регіоні Бретань, департамент Морбіан. Те-Нуаяло утворено 1 січня 2016 року шляхом злиття муніципалітетів Нуаяло i Те. Адміністративним центром муніципалітету є Те. Населення — 8403 особи (01.01.2021).